# 離別
「離別」（이별、イビョル）は、韓国の女性歌手パティ・キムが歌った楽曲。作詞・作曲は吉屋潤。吉屋のセルフカバーの他、数多くのカバー・バージョンが存在する。1972年制作、1973年発表。

## 解説
曲調はスローなバラード。
パティと結婚後、海外に演奏旅行に立ち、ジャズの勉強のため単身ニューヨークに渡った吉屋が、韓国に帰国した妻への思いを込めて制作した。「山超え」・「海の彼方」などの歌詞の表現から故郷の北朝鮮への望郷も含まれているとの解釈もある。
夫婦の別れを暗示した同曲を発表した1973年の9月に吉屋とパティは離婚している。
1970年代の韓国歌謡を代表する曲として台湾、中国など海外でも人気があり、李成愛を始めとする来日韓国人歌手の多くが日本市場向けに日本語カバーを発表した。
吉屋自身による訳詞の他に、山口洋子、なかにし礼による日本語詞がある。※ 山口版のタイトルは「離別（わかれ）」、なかにし版のタイトルは「忘れはしないでしょう」。
1989年（平成元年）、第40回NHK紅白歌合戦において、初出場のパティにより歌唱された。
2013年10月の引退コンサートでは、アンコールで1万人の観客とゲストとともに合唱した。
金正日の愛唱歌の一つであり、北朝鮮の大衆にも広く知られている。1999年12月に平壌で開催された「2000年平和親善音楽会」でパティが歌唱した。また、2018年2月に韓国の江陵市で行われた北朝鮮の楽団「三池淵管弦楽団」の公演でも演奏された。
パティは、1995年に亡くなった吉屋の葬儀の際に、葬儀委員長から追悼のため歌って欲しいと懇願されたが、「最後まで歌う自信がない」と断り、代わりに軽快な曲調の「ソウル讃歌」を歌った。